# خوسيه زاهاينوس
خوسيه زاهاينوس (بالإسبانية: José Ignacio Zahínos) هو لاعب كرة قدم إسباني في مركز الوسط، ولد في 1 ديسمبر 1977 في مدريد في إسبانيا. لعب مع أتلتيكو مدريد ب وأتلتيكو مدريد وريال جيان وريكرياتيفو ونادي ألباسيتي ونادي إلتشي.

## وصلات خارجية
- خوسيه زاهاينوس على موقع قاعدة بيانات كرة القدم.إي يو (الإنجليزية)
- خوسيه زاهاينوس على موقع Soccerway.com (الإنجليزية)